# Peter Seufert
Peter Seufert (* 29. November 1964 in Hochspeyer) ist ein ehemaliger deutscher Fußballspieler.

## Karriere
Peter Seufert spielte bis 1987 bei den Amateuren des 1. FC Kaiserslautern in der Oberliga Südwest, ehe er zu Union Solingen in die 2. Bundesliga wechselte. Dort war er von Anfang an Stammspieler und bestritt 37 von 38 Partien. Nach einer Saison ging er zu Fortuna Köln, ebenfalls Zweitligist. In Köln war er fünf Jahre lang eine feste Größe und absolvierte insgesamt 165 Ligaspiele (13 Tore) für Fortuna. Danach wechselte er zu Eintracht Trier und damit zurück nach Rheinland-Pfalz. Eine Spielzeit spielte er mit Trier in der Oberliga, ehe sich der Verein für die neugegründete drittklassige Regionalliga (Staffel West/Südwest) qualifizierte. Zu Beginn der Saison 1996/97 spielte er kurzzeitig beim TV Althornbach, kehrte aber im Oktober wieder zu Eintracht Trier zurück. 1997/98 erreichte er mit Trier das Halbfinale des DFB-Pokals. 1998 unterschrieb er einen Vertrag beim Ligakonkurrenten FC 08 Homburg. Der Verein trat ab 1999 in der Oberliga Südwest an, da er keine Regionalliga-Lizenz erhalten hatte. Seine letzten Spiele für Homburg bestritt er in der Saison 2003/04. Danach war er zeitweise Co-Trainer der Mannschaft.

### Statistik
| Liga          | Spiele (Tore) |
| ------------- | ------------- |
| 2. Bundesliga | 202 (15)      |
| Regionalliga  | 147 0(2)      |
| Wettbewerb    |               |
| DFB-Pokal     | 015 0(0)      |